# Sun Guoting

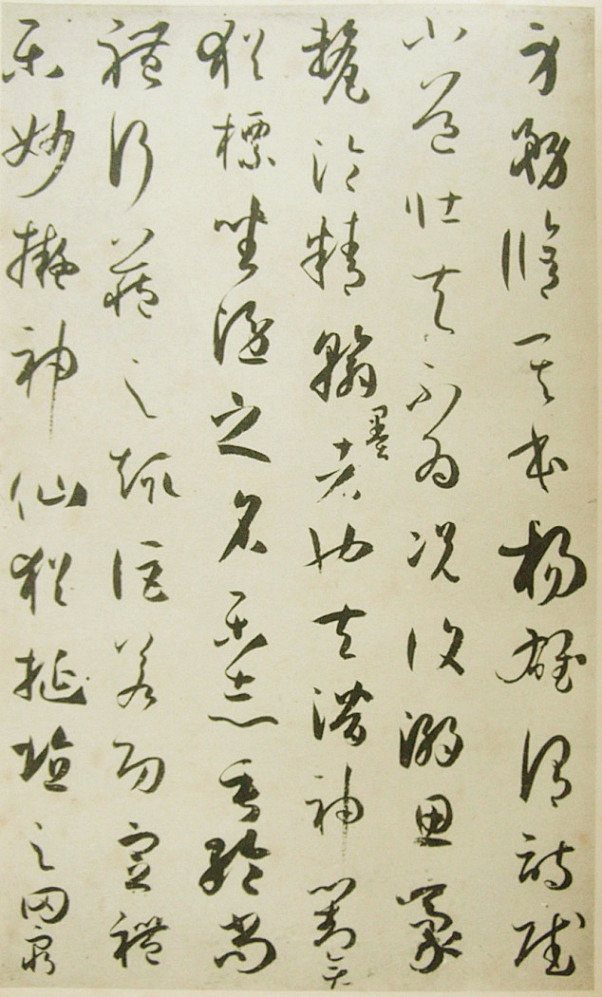
Del av Suns avhandling Shupu

Sun Guoting (孫過庭,  646–691) eller Sun Qianli (孫虔禮) var en kinesisk kalligraf under den tidiga tangdynastin.  Känd för sin vackra skrivstil och sin avhandling Shupu (書譜, ca. 687) om just kalligrafi.  Verket var den första riktiga avhandlingen om kinesisk kalligrafi och är en viktig referens än idag trots att bara första kapitlet har överlevt tiden.  Detta första kapitel är det enda kvarvarande kalligrafiska verket av Sun och representerar således både Suns artistiska och vetenskapliga geni.  Den handskrivna originalet kan beskådas på Nationella palatsmuseet i Taipei, Taiwan och på deras hemsida.